# Doina Ruști
Doina Ruști (Comoșteni, 15 febbraio 1957) è una scrittrice rumena.

## Biografia
È nata da una famiglia di maestri di campagna in un villaggio del sud della Romania: qui ha trascorso la sua infanzia, offuscata dall'assassinio del padre, un tragico evento che ancora è avvolto nel mistero, sullo sfondo della spesso difficile e dura quotidianità di una Romania sotto il giogo comunista.
Doina Ruști è infatti attualmente una delle scrittrici rumene più osannate dalla critica per l'originalità e la forza espressiva della sua scrittura.
Oltre alla sua costante, passata e presente, collaborazione per riviste e antologie di letteratura contemporanea con prosa breve e articoli, e alla sua dotta produzione saggistica (notevole, fra le altre numerose pubblicazioni, il suo Dizionario dei simboli nell'opera di Mircea Eliade), Doina Ruști può già vantare al suo attivo 5 romanzi di ampio successo di pubblico e di critica.
Doina Ruști è membro dell'Unione degli Scrittori di Romania.

## Romanzi
- Patru bărbați plus Aurelius (4 uomini plus Aurelio), ed. Polirom, 2011
- Cămașa în carouri, ed. Polirom, 2010
- Lizoanca la 11 ani (Lisotta, a 11 anni), ed. Trei, Bucarest, 2009
- Fantoma din moară (Il fantasma del mulino), ed. Polirom, Bucharest, 2008
- Zogru, ed. Polirom, 2006, Bucharest, tradutto in italiano dall'ed.  Bonanno, 2010 (Roberto Merlo), e in bulgaro dall'ed. Balkani, Sofia, 2008 (Vasilka Alecsova)
- Omulețul roșu (L'omino rosso), ed. Vremea, Bucharest, 2004

## Premi
- Premio dell'Accademia Romena per  Lizoanca la 11 ani, 2009
- Premio dell'Unione degli Scrittori di Romania per Il fantasma del mulino, 2008
- La medaglia d'oro del Schitul Darvari, per l'attività letteraria, 2008
- Premio dell'Associazione degli scrittori di Bucarest per Zogru, 2007
- Premio per la prosa assegnatole dalla rivista Convorbiri literare, 2006
- Premio Ad Visum per L'omino rosso, 2005

## Commenti dalla critica
"Reputo che Lizoanca, a 11 anni sia uno dei romanzi più significativi dell'attuale panorama letterario rumeno. L'intelligenza narrativa, la fluidità dell'azione, l'incessante e sorprendente espressività del testo, la concisione, la pregnanza dei personaggi, la precisione dei gesti che caratterizzano ciascun episodio (breve e preso di petto, senza introduzioni, talvolta inframmezzato  da riflessioni appena schizzate dell'autrice) e il modo in cui ogni capitolo forma un tutt'uno costituiscono i tratti distintivi del romanziere che dispone dei mezzi che potrebbero far sì che i suoi futuri romanzi, dopo Il fantasma del mulino e Lizoanca , diventino importanti eventi letterari". (Gelu Ionescu, Apostrof, n.10, 2009);
"Il romanzo è un'intensa esperienza narrativa, scioccante e insolita, che solo una prosatrice dotata di vena epica e di forza interiore poteva offrire". (Paul Cernat, Revista 22, n.3, 2009);
Lisotta, a 11 anni: "Lettura appassionante, che prende per mano il lettore fin dalle prime pagine e che lo introduce direttamente nel nocciolo del racconto: rapidi e densi capitoli, solerte messa a fuoco dei personaggi principali, entrata nel vivo del contendere, visione chiara e ben delineata della psicologia dei protagonisti: tutto ciò descritto con un linguaggio immaginifico, vivace, inesauribile nell'inventiva espressiva, ora toccante anche,  ma allo stesso tempo pregnante, diretto, talvolta molto duro, di quella durezza vigorosa, necessaria e utile per farci immergere nel clima, nell'ambiente, nei vari episodi circumnavigati dal variopinto e pacchiano popolo minuto dell'hinterland misero e degradato, cafone e ingenuo della Romania eternamente postcomunista. Su questo variopinto panorama di umanità alla deriva e ai margini, si staglia la figura tragicomica di Lisotta, con il suo imperioso carattere, indomito, anarchico, sorpresa nei suoi momenti di strazio ma anche di delicata introspezione, di vago smarrimento: ci coglie lo sbigottimento immergendoci nei suoi occhi scuri mentre scrutano il mondo violento e ostile degli adulti, eroina di quel mondo sommerso, invisibile, nascosto che ogni tanto la cronaca svela con orrore all'opinione pubblica." (Mauro Barindi, Mogoșoaia, iunie, workshop Întâlnire cu scriitori, coord Florin Bican, 2009)